# Dabney Coleman
Pour les articles homonymes, voir Coleman.
Dabney Coleman est un acteur américain né le 3 janvier 1932 à Austin (Texas) et mort le 16 mai 2024 à Santa Monica (Californie),.

## Biographie

### Vie privée
Épouses : Jean Hale (m. 1961–1984), Ann Courtney Hall (m. 1957–1959).
Enfants : Quincy Coleman, Meghan Coleman, Kelly Johns, Randy Coleman.

## Filmographie

### Cinéma
- 1965 : Trente Minutes de sursis (The Slender Thread) : Charlie
- 1966 : Propriété interdite (This Property Is Condemned), de Sydney Pollack : le commis voyageur (rôle coupé au montage)[3]
- 1968 : Les Chasseurs de scalps (The Scalphunters) : Jed
- 1969 : Filles et Show-business (The Trouble with Girls) (Filles et show-business) : Harrison (Harry en VF) Wilby
- 1969 : La Descente infernale (Downhill Racer) : Mayo
- 1969 : Filles et Show-business (The Trouble with Girls) : Harrison 'Harry' Wilby
- 1970 : Une certaine façon d'aimer (I Love My Wife) : Frank Donnelly
- 1973 : Permission d'aimer (Cinderella Liberty) : Executive Officer
- 1974 : La Grande Traversée (The Dove) de Charles Jarrott : Charles Huntley
- 1974 : La Tour infernale (The Towering Inferno) : Deputy Chief #1
- 1975 : Black Fist : Heineken (Cop)
- 1975 : La Chevauchée sauvage (Bite the Bullet) : Jack Parker
- 1975 : Un jour, une vie (The Other Side of the Mountain), de Larry Peerce : Dave McCoy
- 1976 : La Bataille de Midway (Midway) : Capt. Murray Arnold
- 1977 : Le Casse-cou (Viva Knievel!) : Ralph Thompson
- 1977 : Légitime violence (Rolling Thunder) : Maxwell
- 1978 : The Other Side of the Mountain Part II : Dave McCoy
- 1979 : Les Taureaux de Dallas (North Dallas Forty) : Emmett Hunter
- 1980 : Nothing Personal (en) : Tom Dickerson
- 1980 : Les nanas jouent et gagnent (How to Beat the High Co$t of Living) de Robert Scheerer : Jack Heintzel
- 1980 : Melvin and Howard : Judge Keith Hayes
- 1980 : Comment se débarrasser de son patron (Nine to Five) : Franklin M. Hart Jr.
- 1981 : La Maison du lac (On Golden Pond) : Bill Ray
- 1981 : Modern Problems : Mark Winslow
- 1982 : Docteurs in love (Young Doctors in Love) : Dr. Joseph Prang
- 1982 : Tootsie : Ron Carlisle
- 1983 : WarGames : Dr. John McKittrick
- 1984 : Les Muppets à Manhattan (The Muppets Take Manhattan) : Martin Price
- 1984 : Jouer c'est tuer (Cloak & Dagger) : Jack Flack / Hal Osborne
- 1985 : L'Homme à la chaussure rouge (The Man with One Red Shoe) de Stan Dragoti : Cooper
- 1987 : Dragnet : Jerry Caesar
- 1988 : Parole de cheval (Hot to Trot) de Michael Dinner : Walter Sawyer
- 1990 : Les Valeurs du cœur (Where the Heart Is) : Stewart McBain
- 1990 : Short Time : Burt Simpson
- 1991 : Meet the Applegates (en) de Michael Lehmann : Aunt Bea
- 1992 : There Goes the Neighborhood : Jeffrey Babitt
- 1993 : Amos et Andrew (Amos & Andrew) : Chief of Police Cecil Tolliver
- 1993 : Les Allumés de Beverly Hills (The Beverly Hillbillies) : Milburn Drysdale
- 1994 : Consentement judiciaire (Judicial Consent) : Charles Mayron
- 1994 : Clifford : Gerald Ellis
- 1997 : Un amour de sorcière : Joel
- 1998 : Vous avez un mess@ge (You've Got Mail) : Nelson Fox
- 1999 : Taken : Ethan Grover
- 1999 : Giving It Up : Johnathan Gallant
- 1999 : Inspecteur Gadget (Inspector Gadget) : Chief Quimby
- 1999 : Stuart Little : Dr. Beechwood
- 2001 : La Cour de récré : Vive les vacances ! (Recess: School's Out) : Principal Peter Prickly (voix)
- 2001 : Recess Christmas: Miracle on Third Street (vidéo) : Principal Peter Prickly
- 2002 : The Climb (en) : Mack
- 2002 : Moonlight Mile : Mike Mulcahey
- 2003 : Where the Red Fern Grows : Grandpa
- 2003 : Recess: Taking the Fifth Grade (vidéo) : Principal Prickly (voix)
- 2005 : Hard Four : Spray Loomis
- 2005 : Domino : Drake Bishop
- 2016 : L'Exception à la règle (Rules Don't Apply) de Warren Beatty : Raymond Holliday

### Télévision
- 1964 : The Movie Maker
- 1967 : Les Envahisseurs (Saison 1 Épisode 10 : L'Innocent - The Innocent) (série) : Capitaine Mitchell Ross
- 1968 : Les Envahisseurs (Saison 2 Épisode 2 : La Soucoupe volante - The Saucer) (série) : John Carter
- 1970 : La Fraternité ou la Mort (The Brotherhood of the Bell) : Agent Shephard
- 1969 : Bright Promise (série) : Dr. Tracy Graham (1971-1972)
- 1973 : Columbo : Double Choc (Double Shock) (série) : Detective Murray
- 1973 : Chantage à Washington (Savage) : Ted Seligson
- 1973 : Egan : Captain Jones
- 1973 : La Disparition (Dying Room Only) : Bob Mitchell
- 1973 : The President's Plane Is Missing (en) : Sen. Bert Haines
- 1974 : House of Evil
- 1974 : L'Inquiétant Ronald (en) (Bad Ronald) : M.. Wood
- 1974 : Kojak (Série) - Saison 1, épisode 21 (Therapy in Dynamite) : Alex Linden
- 1975 : Attack on Terror: The FBI vs. the Ku Klux Klan : Paul Mathison
- 1975 : Returning Home : Al Stephenson
- 1976 : Mary Hartman, Mary Hartman (en) (série) : Merle Jeeter
- 1976 : Kiss Me, Kill Me : Capt. Logan
- 1977 : Forever Fernwood (série) : Merle Jeeter
- 1978 : Maneaters Are Loose! : McCallum
- 1978 : Apple Pie (série) : Fast Eddie Murtaugh
- 1978 : More Than Friends : Joshua 'Josh' Harrington
- 1979 : When She Was Bad... : Jack Wilson
- 1979 : Arnold et Willy : " Saison 2 - Épisode 2 & 3 ": Fred Tanner
- 1980 : Pray : Marvin Fleece
- 1981 : Un amour sans limite (Callie & Son) : Randall Bordeaux
- 1983 : Buffalo Bill (série télévisée) : « Buffalo » Bill Bittinger
- 1986 : Murrow : CBS Chairman William Paley
- 1986 : Fresno (en) (mini-série) : Tyler Cane
- 1986 : Le Retour de Mike Hammer (The Return of Mickey Spillane's Mike Hammer) de Ray Danton
- 1987 : Plaza Suite : Jesse Kiplinger
- 1987 : Coupable d'innocence (Guilty of Innocence: The Lenell Geter Story) : Ed Sigel
- 1987 : Sworn to Silence : Martin Costigan
- 1987 : The Slap Maxwell Story (série) : 'Slap' Maxwell
- 1988 : Baby M : Gary Skoloff
- 1988 : Maybe Baby : Hal
- 1991 : Pour que l'on n'oublie jamais (Never Forget) : William Cox
- 1991 : Columbo : Jeux d'ombres (Columbo and the Murder of a Rock Star) (Série) : Hugh Creighton
- 1991 : Drexell's Class (série) : Otis Drexell (1991-1992)
- 1994 : Madman of the People ("Madman of the People") (série) : Jack 'Madman' Buckner
- 1994 : Texan : Richard Williams
- 1995 : Kidnappé (In the Line of Duty: Kidnapped) : Arthur Milo
- 1996 : Devil's Food : Seymour Kecker
- 1997 : La Cour de récré (Recess) (série) : Principal Peter Prickly (voix)
- 1998 : Objectif Terre : L'invasion est commencée (Target Earth) : Senator Ben Arnold, Sam's Uncle
- 1998 : Rendez-vous à la Maison-Blanche (My Date with the President's Daughter) : President Richmond
- 1998 : Le Retour de l'inspecteur Logan (Exiled) : Lieutenant Kevin Stolper
- 1999 : Must Be Santa : Tuttle
- 2000 : Comment épouser une milliardaire - Un conte de Noël (How to Marry a Billionaire: A Christmas Tale)  : John Kennedy
- 2001 : Kiss My Act : Henry
- 2001-2004: Le protecteur : Burton Fallin
- 2006 : Alex Rose
- 2006 : Lilo et Stitch, la série
- 2007 : Heartland
- 2009 : New York, unité spéciale
- 2010-2011 : Boardwalk Empire
- 2016 : Ray Donovan
- 2019 : Saison 16 de NCIS : Enquêtes spéciales (épisode 12)
- 2019 : For the People
- 2019 : Yellowstone

## Voix françaises
| - Pierre Hatet (*1930 - 2019) dans : - La Maison du lac - Jouer c'est tuer - Les Muppets à Manhattan - Vous avez un mess@ge - Stuart Little - Jacques Thébault (*1924 - 2015) dans : - Filles et show business - Comment se débarrasser de son patron - Columbo : Jeux d'ombres (téléfilm) - Jean Berger (*1917 - 2014) dans : - La Tour infernale (1er doublage) - La Bataille de Midway - Légitime Violence - Michel Ruhl (*1934 - 2022) dans : (les séries télévisées) - Le Protecteur - Alex Rose - New York, unité spéciale - William Sabatier (*1923 - 2019) dans : - La Disparition (téléfilm) - WarGames | et aussi - Jean Lagache (*1931 - 2018) dans La Descente infernale - Jacques Deschamps (*1931 - 2001) dans Columbo : Double Choc (téléfilm) - Bernard Tiphaine (*1938 - 2021) dans Chantage à Washington (téléfilm) - Alain Dorval (*1946 - 2024) dans La Chevauchée sauvage - Jean-Claude Michel (*1925 - 1999) dans Tootsie - Pascal Renwick (*1954 - 2006) dans L'Homme à la chaussure rouge - Fernand Berset (*1931 - 2011) dans Dragnet - Patrice Melennec dans Amos et Andrew - Pierre Baton dans Les Allumés de Beverly Hills - Michel Muller (*1935 - 2018) dans Un amour de sorcière - Thierry Wermuth dans La Cour de récré (série d'animation - voix) - Michel Fortin (*1937 - 2011) dans Inspecteur Gadget - Gérard Hernandez dans Comment épouser une milliardaire : Un Conte de Noël (téléfilm) - Serge Faliu dans La Cour de récré: Vive les vacances (voix) - Claude Brosset (*1943 - 2007) dans Domino - Jean-François Laley (*1921 - 2017) dans Boardwalk Empire (série télévisée - 1re voix) - Marc Cassot (*1923 - 2016) dans Boardwalk Empire (série télévisée - 2e voix) - Serge Bourrier (*1931 - 2017) dans L'Exception à la règle - Mario Pecqueur (*1946 - 2022) dans Yellowstone (série télévisée) |